# 大杉村 (石川県)
大杉村（おおすぎむら）は石川県能美郡にあった村。現在の小松市大杉町にあたる。

## 地理
- 山 ： 動山
- 河川 ： 大杉谷川

## 歴史
- 1889年（明治22年）4月1日 - 町村制の施行により、大杉村の区域をもって、大杉村が発足する。
- 1907年（明治40年）8月5日 - 大杉村及び瀬谷村が合併して、大杉谷村が発足する。